# Jogos Paralímpicos de Verão de 1992
Os X Jogos Paraolímpicos foram realizados em Barcelona, na Espanha. O evento foi organizado pelo mesmo comitê organizador dos Jogos Olímpicos de Verão de 1992.

## Quadro de medalhas
| Ordem | País                                      | Medalha de ouro | Medalha de prata | Medalha de bronze |     |
| ----- | ----------------------------------------- | --------------- | ---------------- | ----------------- | --- |
| 1     | USA Estados Unidos                        | 76              | 51               | 48                | 175 |
| 2     | GER Alemanha                              | 60              | 50               | 60                | 170 |
| 3     | GBR Grã-Bretanha                          | 40              | 46               | 41                | 127 |
| 4     | FRA França                                | 36              | 35               | 33                | 104 |
| 5     | ESP Espanha                               | 34              | 31               | 42                | 107 |
| 6     | CAN Canadá                                | 28              | 21               | 26                | 75  |
| 7     | AUS Austrália                             | 24              | 27               | 25                | 76  |
| 8     | Equipe Unficada                           | 17              | 15               | 15                | 47  |
| 9     | NED Países Baixos                         | 13              | 15               | 11                | 39  |
| 10    | NOR Noruega                               | 13              | 12               | 7                 | 33  |
| 11    | DEN Dinamarca                             | 12              | 22               | 12                | 46  |
| 12    | CHN China                                 | 11              | 7                | 7                 | 25  |
| 13    | KOR Coreia do Sul                         | 10              | 14               | 18                | 42  |
| 14    | ITA Itália                                | 10              | 7                | 18                | 35  |
| 15    | FIN Finlândia                             | 8               | 6                | 11                | 25  |
| 16    | POL Polônia                               | 7               | 10               | 7                 | 24  |
| 17    | JPN Japão                                 | 7               | 8                | 15                | 30  |
| 18    | SUI Suíça                                 | 6               | 16               | 12                | 34  |
| 19    | SWE Suécia                                | 5               | 22               | 8                 | 35  |
| 20    | AUT Áustria                               | 5               | 4                | 13                | 22  |
| 21    | BEL Bélgica                               | 5               | 4                | 6                 | 15  |
| 22    | EGY Egito                                 | 5               | 4                | 4                 | 13  |
| 23    | NZL Nova Zelândia                         | 5               | 1                | 0                 | 6   |
| 24    | TCH Checoslováquia                        | 4               | 3                | 6                 | 13  |
| 25    | HUN Hungria                               | 4               | 3                | 4                 | 11  |
| 26    | Participantes Paraolímpicos Independentes | 4               | 3                | 1                 | 8   |
| 27    | RSA África do Sul                         | 4               | 1                | 3                 | 8   |
| 28    | HKG Hong Kong                             | 3               | 4                | 4                 | 11  |
| 29    | CUB Cuba                                  | 3               | 3                | 3                 | 9   |
| 30    | POR Portugal                              | 3               | 3                | 1                 | 7   |
| 31    | ISL Islândia                              | 3               | 2                | 12                | 17  |
| 32    | BRA Brasil                                | 3               | 0                | 4                 | 7   |
| 33    | ISR Israel                                | 2               | 4                | 5                 | 11  |
| 34    | SLO Eslovênia                             | 2               | 0                | 1                 | 3   |
| 35    | NGR Nigéria                               | 2               | 0                | 0                 | 2   |